# Малакеево
Малакеево — село в Вейделевском районе Белгородской области России, административный центр Малакеевского сельского поселения.

## География
Село расположено в юго-восточной части Белгородской области, в 20,2 км по прямой к северо-востоку от районного центра, посёлка Вейделевки.

## История

### Происхождение названия и населения
Малакеево было основано во второй половине XVIII века. Поселение начиналось как хутор Юрьевка (Юрьевский хутор), который князь Юрий Трубецкой, первый губернатор Белгородской губернии заселил людьми из своего главного поместья (слободы Никитовки), которые были потомками прибывших с Украины «черкас».
С 1844 года, после постройки и освящения церкви, хутор Юрьевка стал называться слободой Малакеево.
Существует ряд версий происхождения названия слободы.
Первая связана со строительством церкви. Когда хутор разросся до слободы, в нём появились различные территориальные объединения — «края». Строительство церкви намечалось на Скалозубовом краю, считавшимся местом первых поселенцев слободы. Но зажиточные крестьяне другого края — Вершины — на сельском сходе решили строить церковь у себя. Слобода Малакеево по этой версии названа в честь зажиточных крестьян Малакеевых, которые перетянули строительство церкви со Скалозубового края на Вершину.
По другой версии — в далекой Англии была основана секта малакеев. С появлением ее в России это английское слово трансформировалось в молокане. Вполне допустимо, что среди первых поселенцев хутора были молокане, тогда еще называемые малакеями — отсюда и Малакеево.

### Исторический очерк
В списке населенных мест Воронежской губернии на 1859 год указано: «Юрьевка (Малакеево) слобода казачья, положение — при вершине Гульвина Яра, от уездного города 50 верст. Число дворов 171, число жителей 1435 человек».
После отмены крепостного права слобода Малакеево стала центром Малакеевской волости Валуйского уезда. Волостью управлял волостной старшина вместе с сельскими старостами.
В 1885 году в слободе насчитывалось 1633 жителя. По первой всеобщей переписи населения Российской империи 1897 года в слободе Малакеево проживало всего 1357 человек, в 1900 году было 1374 жителя.
В 1861 году была открыта церковно-приходская школа. В 1911 году в слободе построили земскую начальную школу; в 1916 году земское училище разместилось в новом здании.
В конце декабря 1917 года в Малакеевской волости был создан сельский совет, который стал осуществлять социалистические преобразования. Гайдамацкие отряды совершали налеты на села Малакеевской волости, пытались покончить с активистами советской власти. Для защиты волостного совета, а также мирного населения был создан красногвардейский отряд из числа бывших солдат-фронтовиков и комсомольцев. Численность отряда составляла около 150 человек. Командовали отрядом военком Е.П. Малакеев, С.И. Сподин и инструктор отряда Ф. Дугин.
В 1928 году в селе Малакеве началась коллективизация. Было образовано три колхоза: «Красная горка» (председатель Т.И. Швыдкой), колхоз «Бедняк» (председатель Г.Я. Никитенко), колхоз «Светлый путь» (председатель Ф.М. Кулько). Колхоз «Бедняк» просуществовал недолго. Первый трактор в селе появился в 1930 году. В том же году была открыта школа колхозной молодежи, в которой обучалось около 40 учащихся.
В годы Великой Отечественной войны от Малакеевского сельского совета на фронт ушло 413 человек, вернулось 212 человек.
27 июля 1942 года село Малакеево было захвачено немецко-фашистскими оккупантами. «Новая власть» находилась в руках полицаев. В период оккупации в селе Малакеево было убито и замучено 38 человек гражданского населения, в том числе двое детей. 
18 января 1943 года Малакеево было освобождено. 24 января 1943 года со стороны Дегтярного в Малакеево пришли немцы (это была отступающая немецкая группировка). В это время в селе находились советские бойцы из 138-го гаубичного артполка. Между ними завязался неравный бой. Кроме мирных жителей погибло 175 воинов-артиллеристов. Все они были похоронены в братской могиле.
В 1950 году было проведено укрупнение колхозов. Из бывших колхозов «Память Энгельса», «Светлый путь» (село Малакеево); «Украинец» (хутор Кулькин), «Красный ударник» (хутор Гвоздиков) был образован один колхоз им. Куйбышева.
В 1954 году колхоз им. Куйбышева (село Малакеево) и им. Хрущева (хутор Деркунский) были объединены в колхоз им. Свердлова.
В 1958 году прекратила существование МТС.
В марте 1959 года колхоз им. Свердлова был расформирован на два колхоза: им. Свердлова и им. Калинина. Техника и скот были поделены пропорционально посевным площадям образованных колхозов.
В 1963 году Малакеевский сельский совет вошел в состав Вейделевского района.
К середине 1960-х годов село электрифицировали, провели радио.
В середине 1970-х годов председателем колхоза им. Свердлова стал П.И. Ермаков. В этот период в селе активно развернулось жилищное строительство. Выросли две новые улицы с тринадцатью одноквартирными и семью двухквартирными домами, был построен новый детский сад, пилорама, кормохранилище.
В феврале 1983 года председателем колхоза им. Свердлова стал Николай Иванович Кордубайло. Под его руководством колхоз стал одним из лучших в районе. Были построены молочно-товарные фермы на участке №1 и №2, зерносклады, пункт технического обслуживания, ЗАВ-20, телятники, административное здание колхоза, школа, Дом культуры (где расположилась и сельская библиотека), крытый ток, две улицы с новыми домами, две гостиницы (в них были выделены комнаты под почту, сберкассу, столовую, парикмахерскую, швейный цех, хлебопекарню, приемный пункт по ремонту обуви).

## Экономика
В 1992 году проведена реорганизация колхоза им. Свердлова. Он был преобразован в акционерное общество закрытого типа «Малакеевское». 18 апреля 1992 года труженикам хозяйства были выданы акции, в которых предусматривалась сумма имущественного пая и наличие земельного пая (количество и сумма исчислялись от стажа работы).

## Население
В 1865 году слобода Малакеево насчитывала 171 двор, 731 мужчину и 704 женщины.
В 1991 году в Малакееве проживало 925 жителей, было около 300 хозяйств. В 1995 году в Малакееве проживало 922 жителя.
| 1859 | 1897  | 2002 | 2010 |
| ---- | ----- | ---- | ---- |
| 1435 | ↘1357 | ↘954 | ↘825 |

## Интересные факты
- В XIX веке слобода управлялась выборным старостой, за подати отвечал весь крестьянский «мир», т.е. сельское общество, оно же распоряжалось землей. На сельском сходе крестьяне (мужчины) выбирали сельского старосту сроком на три года, а также десятников, сотских. На сходе решались разные вопросы: о распределении земли, о раскладке и взимании повинностей, о семейных разделах, о выборах и т.д. За незначительные проступки староста имел право подвергать крестьян штрафу, принудительным работам, аресту.
- Во второй половине XIX века была учреждена должность разъездного врача (одного на три уезда — Валуйский, Бирюченский, Острогожский). Один раз в# месяц земской врач Василий Александрович Ленский (работал разъездным окружным врачом с 1856 по 1860 годы) посещал больных в Малакееве. Здание волостного правления располагалось в центре села, близ церкви. Волостной старшина исполнял волостные приговоры, заведовал волостным хозяйством, руководил сельскими старостами, кроме того, занимался полицейско-административными делами. Старшина получал небольшое жалование: 100 и более рублей в год; а волостные писари — от 250 до 800 рублей.
- До 1911 года в Малакееве была небольшая школа, детей училось мало. В 1911 же году на средства сельского общества в слободе была построена земская начальная школа. Здание школы состояло из пяти классных комнат, квартир учителей, школьной библиотеки, которой пользовались и взрослые. Библиотека насчитывала 824 экземпляра книг.В этой школе преподавали три учителя из сельской местной буржуазии. В земской школе крестьянских детей учили С.В. Малакеев, В.М. Малакеева. Было открыто также земское двухклассное училище. В нем учились после окончания начальной школы дети более зажиточных крестьян. Там изучали закон Божий, русский язык, арифметику, литературу, русскую историю, географию, естествоведение, чистописание, черчение[2].